# Major League Soccer 2015
La temporada 2015 de la Major League Soccer (MLS) fue la 20.ª edición realizada de la primera división del fútbol en los Estados Unidos y Canadá. Empezó el 6 de marzo y concluyó el 6 de diciembre.
Los Portland Timbers lograron vencer de manera histórica al Columbus Crew por 2-1 y obteniendo su primer título de campeonato en toda su historia.

## Cambios
- New York City FC y Orlando City fueron incorporados para esta temporada 2015 como equipos de expansión.[5][6]
- El 28 de octubre de 2014, Chivas USA dejó de existir después de 10 temporadas en la MLS.[7]
- Houston Dynamo y Sporting Kansas City fueron movidos a la Conferencia del Oeste.[7]
- Los playoffs de la MLS aumentó de 10 a 12 equipos y clasifican los seis mejores de cada conferencia.[2]

## Información de los equipos
| Equipo                                          | Ciudad            | Entrenador       | Estadio                    | Aforo  | Patrocinador       | Marca  |
| ----------------------------------------------- | ----------------- | ---------------- | -------------------------- | ------ | ------------------ | ------ |
| Chicago Fire                                    | Bridgeview        | Brian Bliss (I)  | Toyota Park                | 21 210 | Quaker             | Adidas |
| Colorado Rapids                                 | Commerce City     | Pablo Mastroeni  | Dick's Sporting Goods Park | 19 680 | Transamerica       | Adidas |
| Columbus Crew                                   | Columbus          | Gregg Berhalter  | Mapfre Stadium             | 20 145 | Barbasol           | Adidas |
| D.C. United                                     | Washington D. C.  | Ben Olsen        | RFK Memorial Stadium       | 19 467 | Leidos             | Adidas |
| FC Dallas                                       | Frisco            | Óscar Pareja     | Toyota Stadium             | 21 193 | AdvoCare           | Adidas |
| Houston Dynamo                                  | Houston           | Owen Coyle       | BBVA Compass Stadium       | 22 000 | BHP Billiton       | Adidas |
| Los Angeles Galaxy                              | Carson            | Bruce Arena      | StubHub Center             | 27 000 | Herbalife          | Adidas |
| Montreal Impact                                 | Montreal          | Mauro Biello (I) | Estadio Saputo             | 20 541 | Banco de Montreal  | Adidas |
| New England Revolution                          | Foxborough        | Jay Heaps        | Gillette Stadium           | 22 385 | UnitedHealth Group | Adidas |
| New York City FC                                | Bronx, Nueva York | Jason Kreis      | Yankee Stadium             | 33 444 | Etihad Airways     | Adidas |
| New York Red Bulls                              | Harrison          | Jesse Marsch     | Red Bull Arena             | 25 189 | Red Bull           | Adidas |
| Orlando City                                    | Orlando           | Adrian Heath     | Estadio Citrus Bowl        | 23 000 | Orlando Health     | Adidas |
| Philadelphia Union                              | Chester           | Jim Curtin       | PPL Park                   | 18 500 | Bimbo              | Adidas |
| Portland Timbers                                | Portland          | Caleb Porter     | Providence Park            | 22 000 | Alaska Airlines    | Adidas |
| Real Salt Lake                                  | Sandy             | Jeff Cassar      | Rio Tinto Stadium          | 20 008 | LifeVantage        | Adidas |
| San Jose Earthquakes                            | San José          | Dominic Kinnear  | Avaya Stadium              | 18 000 | Sin Patrocinador   | Adidas |
| Seattle Sounders FC                             | Seattle           | Sigi Schmid      | CenturyLink Field          | 38 500 | Xbox               | Adidas |
| Sporting Kansas City                            | Kansas City       | Peter Vermes     | Sporting Park              | 18 467 | Ivy Funds          | Adidas |
| Toronto FC                                      | Toronto           | Greg Vanney      | BMO Field                  | 30 991 | Banco de Montreal  | Adidas |
| Vancouver Whitecaps                             | Vancouver         | Carl Robinson    | BC Place                   | 21 000 | Bell Canada        | Adidas |
| Datos actualizados al 22 de septiembre de 2015. |                   |                  |                            |        |                    |        |

### Equipos porestadoyprovincia
Estados Unidos
| Estado           | N.º | Equipos                                   |
| ---------------- | --- | ----------------------------------------- |
| California       | 2   | Los Angeles Galaxy y San Jose Earthquakes |
| Texas            | 2   | FC Dallas y Houston Dynamo                |
| Colorado         | 1   | Colorado Rapids                           |
| Florida          | 1   | Orlando City                              |
| Illinois         | 1   | Chicago Fire                              |
| Kansas           | 1   | Sporting Kansas City                      |
| Massachusetts    | 1   | New England Revolution                    |
| Nueva Jersey     | 1   | New York Red Bulls                        |
| Nueva York       | 1   | New York City FC                          |
| Ohio             | 1   | Columbus Crew                             |
| Oregón           | 1   | Portland Timbers                          |
| Pensilvania      | 1   | Philadelphia Union                        |
| Utah             | 1   | Real Salt Lake                            |
| Washington       | 1   | Seattle Sounders FC                       |
| Washington D. C. | 1   | D.C. United                               |

Canadá
| Provincia          | N.º | Equipos             |
| ------------------ | --- | ------------------- |
| Columbia Británica | 1   | Vancouver Whitecaps |
| Ontario            | 1   | Toronto FC          |
| Quebec             | 1   | Montreal Impact     |

### Cambios de entrenadores
Pretemporada
| Club                 | Entrenador saliente    | Fecha de salida     | Reemplazado por | Fecha de llegada       |
| -------------------- | ---------------------- | ------------------- | --------------- | ---------------------- |
| New York City FC     | Equipo de expansión    | Equipo de expansión | Jason Kreis     | 10 de enero de 2014    |
| San Jose Earthquakes | Ian Russell (interino) | Octubre de 2014     | Dominic Kinnear | Octubre de 2014        |
| Houston Dynamo       | Dominic Kinnear        | Octubre de 2014     | Owen Coyle      | 9 de diciembre de 2014 |
| New York Red Bulls   | Mike Petke             | 7 de enero de 2015  | Jesse Marsch    | 7 de enero de 2015     |

Temporada
| Club            | Entrenador saliente | Fecha de salida          | Reemplazado por         | Fecha de llegada         |
| --------------- | ------------------- | ------------------------ | ----------------------- | ------------------------ |
| Montreal Impact | Frank Klopas        | 29 de agosto de 2015     | Mauro Biello (interino) | 29 de agosto de 2015     |
| Chicago Fire    | Frank Yallop        | 20 de septiembre de 2015 | Brian Bliss (interino)  | 20 de septiembre de 2015 |

## Posiciones
- Actualizado el 26 de octubre de 2015.

### Conferencia Este
|  | Pos. | Equipos                | PJ | G  | E | P  | GF | GC | Dif. | Pts. |
|  | ---- | ---------------------- | -- | -- | - | -- | -- | -- | ---- | ---- |
|  | 1    | New York Red Bulls     | 34 | 18 | 6 | 10 | 62 | 43 | +19  | 60   |
|  | 2    | Columbus Crew          | 34 | 15 | 8 | 11 | 58 | 53 | +5   | 53   |
|  | 3    | Montreal Impact        | 34 | 15 | 6 | 13 | 48 | 44 | +4   | 51   |
|  | 4    | D.C. United            | 34 | 15 | 6 | 13 | 43 | 45 | -2   | 51   |
|  | 5    | New England Revolution | 34 | 14 | 8 | 12 | 48 | 47 | +1   | 50   |
|  | 6    | Toronto FC             | 34 | 15 | 4 | 15 | 58 | 58 | 0    | 49   |
|  | 7    | Orlando City           | 34 | 12 | 8 | 14 | 46 | 56 | -10  | 44   |
|  | 8    | New York City FC       | 34 | 10 | 7 | 17 | 49 | 58 | -9   | 37   |
|  | 9    | Philadelphia Union     | 34 | 10 | 7 | 17 | 42 | 55 | -13  | 37   |
|  | 10   | Chicago Fire           | 34 | 8  | 6 | 20 | 43 | 58 | -15  | 30   |

|  | Clasifica a los playoffs 2015                 |
|  | Clasifica a los playoffs 2015 (Primera ronda) |

### Conferencia Oeste
|  | Pos. | Equipos              | PJ | G  | E  | P  | GF | GC | Dif. | Pts. |
|  | ---- | -------------------- | -- | -- | -- | -- | -- | -- | ---- | ---- |
|  | 1    | FC Dallas            | 34 | 18 | 6  | 10 | 52 | 39 | +13  | 60   |
|  | 2    | Vancouver Whitecaps  | 34 | 16 | 5  | 13 | 45 | 36 | +9   | 53   |
|  | 3    | Portland Timbers     | 34 | 15 | 8  | 11 | 41 | 39 | +2   | 53   |
|  | 4    | Seattle Sounders FC  | 34 | 15 | 6  | 13 | 44 | 36 | +8   | 51   |
|  | 5    | LA Galaxy            | 34 | 14 | 9  | 11 | 56 | 46 | +10  | 51   |
|  | 6    | Sporting Kansas City | 34 | 14 | 9  | 11 | 48 | 45 | +3   | 51   |
|  | 7    | San Jose Earthquakes | 34 | 13 | 8  | 13 | 41 | 39 | +2   | 47   |
|  | 8    | Houston Dynamo       | 34 | 11 | 9  | 14 | 42 | 49 | -7   | 42   |
|  | 9    | Real Salt Lake       | 34 | 11 | 8  | 15 | 38 | 48 | -10  | 41   |
|  | 10   | Colorado Rapids      | 34 | 9  | 10 | 15 | 33 | 43 | -10  | 37   |

|  | Clasifica a los playoffs 2015                 |
|  | Clasifica a los playoffs 2015 (Primera ronda) |

### Tabla general
|  | Pos. | Equipos                | PJ | G  | E  | P  | GF | GC | Dif. | Pts. |
|  | ---- | ---------------------- | -- | -- | -- | -- | -- | -- | ---- | ---- |
|  | 1    | New York Red Bulls     | 34 | 18 | 6  | 10 | 62 | 43 | +19  | 60   |
|  | 2    | FC Dallas              | 34 | 18 | 6  | 10 | 52 | 39 | +13  | 60   |
|  | 3    | Vancouver Whitecaps    | 34 | 16 | 5  | 13 | 45 | 36 | +9   | 53   |
|  | 4    | Columbus Crew          | 34 | 15 | 8  | 11 | 58 | 53 | +5   | 53   |
|  | 5    | Portland Timbers       | 34 | 15 | 8  | 11 | 41 | 39 | +2   | 53   |
|  | 6    | Seattle Sounders FC    | 34 | 15 | 6  | 13 | 44 | 36 | +8   | 51   |
|  | 7    | Montreal Impact        | 34 | 15 | 6  | 13 | 48 | 44 | +4   | 51   |
|  | 8    | D.C. United            | 34 | 15 | 6  | 13 | 43 | 45 | -2   | 51   |
|  | 9    | LA Galaxy              | 34 | 14 | 9  | 11 | 56 | 46 | +10  | 51   |
|  | 10   | Sporting Kansas City   | 34 | 14 | 9  | 11 | 48 | 45 | +3   | 51   |
|  | 11   | New England Revolution | 34 | 14 | 8  | 12 | 48 | 47 | +1   | 50   |
|  | 12   | Toronto FC             | 34 | 15 | 4  | 15 | 58 | 58 | 0    | 49   |
|  | 13   | San Jose Earthquakes   | 34 | 13 | 8  | 13 | 41 | 39 | +2   | 47   |
|  | 14   | Orlando City           | 34 | 12 | 8  | 14 | 46 | 56 | -10  | 44   |
|  | 15   | Houston Dynamo         | 34 | 11 | 9  | 14 | 42 | 49 | -7   | 42   |
|  | 16   | Real Salt Lake         | 34 | 11 | 8  | 15 | 38 | 48 | -10  | 41   |
|  | 17   | New York City FC       | 34 | 10 | 7  | 17 | 49 | 58 | -9   | 37   |
|  | 18   | Philadelphia Union     | 34 | 10 | 7  | 17 | 42 | 55 | -13  | 37   |
|  | 19   | Colorado Rapids        | 34 | 9  | 10 | 15 | 33 | 43 | -10  | 37   |
|  | 20   | Chicago Fire           | 34 | 8  | 6  | 20 | 43 | 58 | -15  | 30   |

|  | MLS Supporters' Shield 2015 y clasificado a la Concacaf Liga Campeones 2016-17.                                                                                              |
|  | Clasificado a la Concacaf Liga Campeones 2016-17 por tener el mejor desempeño (mayor cantidad de puntos) en su conferencia, opuesta al ganador de la MLS Supporters' Shield. |

## Playoffs
|    |                  | Primera ronda  |                        |    |
|    | Local            | Resultado      | Visita                 |    |
| E3 | Montreal Impact  | 3:0            | Toronto FC             | E6 |
| E4 | D.C. United      | 2:1            | New England Revolution | E5 |
| O3 | Portland Timbers | 2:2 (7-6 pen.) | Sporting Kansas City   | O6 |
| O4 | Seattle Sounders | 3:2            | Los Angeles Galaxy     | O5 |

|  | Semifinales de conferencia | Semifinales de conferencia | Semifinales de conferencia | Semifinales de conferencia |   |    | Finales de conferencia | Finales de conferencia | Finales de conferencia | Finales de conferencia |  |    | MLS Cup       | MLS Cup | MLS Cup |  |
|  |                            |                            |                            |                            |   |    |                        |                        |                        |                        |  |    |               |         |         |  |
|  |                            |                            |                            |                            |   |    |                        |                        |                        |                        |  |    |               |         |         |  |
|  | E1                         | New York Red Bulls         | 1                          | 1                          |   |    |                        |                        |                        |                        |  |    |               |         |         |  |
|  | E1                         | New York Red Bulls         | 1                          | 1                          |   |    |                        |                        |                        |                        |  |    |               |         |         |  |
|  | E4                         | D.C. United                | 0                          | 0                          |   |    |                        |                        |                        |                        |  |    |               |         |         |  |
|  | E4                         | D.C. United                | 0                          | 0                          |   | E1 | New York Red Bulls     | 0                      | 1                      |                        |  |    |               |         |         |  |
|  | Conferencia Este           |                            |                            |                            |   | E1 | New York Red Bulls     | 0                      | 1                      |                        |  |    |               |         |         |  |
|  |                            |                            | E2                         | Columbus Crew              | 2 | 0  |                        |                        |                        |                        |  |    |               |         |         |  |
|  | E2                         | Columbus Crew (t.s.)       | E2                         | Columbus Crew              | 2 | 0  | 1                      | 3                      |                        |                        |  |    |               |         |         |  |
|  | E2                         | Columbus Crew (t.s.)       |                            |                            |   |    |                        |                        |                        |                        |  |    |               |         |         |  |
|  | E3                         | Montreal Impact            | 2                          | 1                          |   |    |                        |                        |                        |                        |  |    |               |         |         |  |
|  | E3                         | Montreal Impact            | 2                          | 1                          |   |    |                        |                        |                        |                        |  | E2 | Columbus Crew | 1       |         |  |
|  |                            |                            |                            |                            |   |    |                        |                        |                        |                        |  | E2 | Columbus Crew | 1       |         |  |
|  |                            |                            | O3                         | Portland Timbers           | 2 |    |                        |                        |                        |                        |  |    |               |         |         |  |
|  | O1                         | FC Dallas (p)              | O3                         | Portland Timbers           | 2 | 1  | 2 (4)                  |                        |                        |                        |  |    |               |         |         |  |
|  | O1                         | FC Dallas (p)              |                            |                            |   |    |                        |                        |                        |                        |  |    |               |         |         |  |
|  | O4                         | Seattle Sounders FC        | 2                          | 1 (2)                      |   |    |                        |                        |                        |                        |  |    |               |         |         |  |
|  | O4                         | Seattle Sounders FC        | 2                          | 1 (2)                      |   | O1 | FC Dallas              | 1                      | 2                      |                        |  |    |               |         |         |  |
|  | Conferencia Oeste          |                            |                            |                            |   | O1 | FC Dallas              | 1                      | 2                      |                        |  |    |               |         |         |  |
|  |                            |                            | O3                         | Portland Timbers           | 3 | 2  |                        |                        |                        |                        |  |    |               |         |         |  |
|  | O2                         | Vancouver Whitecaps        | O3                         | Portland Timbers           | 3 | 2  | 0                      | 0                      |                        |                        |  |    |               |         |         |  |
|  | O2                         | Vancouver Whitecaps        |                            |                            |   |    |                        |                        |                        |                        |  |    |               |         |         |  |
|  | O3                         | Portland Timbers           | 0                          | 2                          |   |    |                        |                        |                        |                        |  |    |               |         |         |  |
|  | O3                         | Portland Timbers           | 0                          | 2                          |   |    |                        |                        |                        |                        |  |    |               |         |         |  |
|  |                            |                            |                            |                            |   |    |                        |                        |                        |                        |  |    |               |         |         |  |

### Ronda preliminar (Primera Ronda)
Conferencia Este
| 28 de octubre de 2015, 19:30 (UTC-4) | D.C. United             | 2:1 (1:1) | New England Revolution | RFK Memorial Stadium, Washington D. C.                  |                                                         |
|                                      | Pontius 45' · Rolfe 83' | Reporte   | Agudelo 15'            | Asistencia: 11.554 espectadores Árbitro(s): Mark Geiger | Asistencia: 11.554 espectadores Árbitro(s): Mark Geiger |

| 29 de octubre de 2015, 19:00 (UTC-4) | Montreal Impact                       | 3:0 (3:0) | Toronto FC | Estadio Saputo, Montreal, Quebec                             |                                                              |
|                                      | Bernier 18' · Piatti 33' · Drogba 39' | Reporte   |            | Asistencia: 18.069 espectadores Árbitro(s): Baldomero Toledo | Asistencia: 18.069 espectadores Árbitro(s): Baldomero Toledo |

Conferencia Oeste
| 28 de octubre de 2015, 19:00 (UTC-7) | Seattle Sounders FC                   | 3:2 (2:2) | Los Angeles Galaxy      | CenturyLink Field, Seattle, Washington                   |                                                          |
|                                      | Dempsey 5' · Valdez 12' · Friberg 77' | Reporte   | Lletget 6' · Zardes 22' | Asistencia: 39.537 espectadores Árbitro(s): Jair Marrufo | Asistencia: 39.537 espectadores Árbitro(s): Jair Marrufo |

| 29 de octubre de 2015, 19:00 (UTC-7) | Portland Timbers                                                                                               | 2:2 (1:1, 0:0) (t. s.)(7:6 p.) | Sporting Kansas City                                                                                     | Providence Park, Portland, Oregón                              |                                                                |
|                                      | Wallace 57' · Urruti 118'                                                                                      | Reporte                        | Ellis 87' · Németh 96'                                                                                   | Asistencia: 21.144 espectadores Árbitro(s): Armando Villarreal | Asistencia: 21.144 espectadores Árbitro(s): Armando Villarreal |
|                                      | | Tiros desde el punto penal     | |                                                                |                                                                |
|                                      | Valeri · Borchers · Ridgewell · Jewsbury · Urruti · Villafaña · Asprilla · Nagbe · Powell · Fochive · Kwarasey |                                | Feilhaber · Dwyer · Zusi · Besler · Nagamura · Ellis · Mustivar · Peterson · Abdul-Salaam · Dia · Kempin |                                                                |                                                                |

### Semifinales de conferencia
Conferencia Este
| 1 de noviembre de 2015, 15:00 (UTC-5) | D.C. United | 0:1 (0:0) | New York Red Bulls | RFK Memorial Stadium, Washington D. C.                    |                                                           |
|                                       |             | Reporte   | McCarty 72'        | Asistencia: 19.525 espectadores Árbitro(s): Fotis Bazakos | Asistencia: 19.525 espectadores Árbitro(s): Fotis Bazakos |

| 8 de noviembre de 2015, 15:00 (UTC-5) | New York Red Bulls    | 1:0 (0:0) | D.C. United | Red Bull Arena, Harrison, Nueva Jersey                |                                                       |
|                                       | Wright-Phillips 90+2' | Reporte   |             | Asistencia: 25.219 espectadores Árbitro(s): Ted Unkel | Asistencia: 25.219 espectadores Árbitro(s): Ted Unkel |

| 1 de noviembre de 2015, 19:00 (UTC-5) | Montreal Impact           | 2:1 (1:1) | Columbus Crew | Estadio Saputo, Montreal, Quebec                        |                                                         |
|                                       | Bernier 37' · Venegas 77' | Reporte   | Higuaín 33'   | Asistencia: 17.655 espectadores Árbitro(s): Chris Penso | Asistencia: 17.655 espectadores Árbitro(s): Chris Penso |

| 8 de noviembre de 2015, 17:00 (UTC-5) | Columbus Crew               | 3:1 (2:1, 1:1) (t. s.) | Montreal Impact | Mapfre Stadium, Columbus, Ohio                                 |                                                                |
|                                       | Kamara 4' 111' · Finlay 78' | Reporte                | Duka 40'        | Asistencia: 19.026 espectadores Árbitro(s): Armando Villarreal | Asistencia: 19.026 espectadores Árbitro(s): Armando Villarreal |

Conferencia Oeste
| 1 de noviembre de 2015, 18:30 (UTC-8) | Seattle Sounders FC          | 2:1 (0:1) | FC Dallas    | CenturyLink Field, Seattle, Washington                  |                                                         |
|                                       | Ivanschitz 67' · Dempsey 86' | Reporte   | Castillo 18' | Asistencia: 39.599 espectadores Árbitro(s): Kevin Stott | Asistencia: 39.599 espectadores Árbitro(s): Kevin Stott |

| 8 de noviembre de 2015, 18:30 (UTC-6) | FC Dallas                                  | 2:1 (2:1, 0:0) (t. s.)(4:2 p.) | Seattle Sounders FC                   | Toyota Stadium, Frisco, Texas                                |                                                              |
|                                       | Akindele 84' · Zimmerman 90+1'             | Reporte                        | Marshall 90'                          | Asistencia: 17.287 espectadores Árbitro(s): Baldomero Toledo | Asistencia: 17.287 espectadores Árbitro(s): Baldomero Toledo |
|                                       |                                            | Tiros desde el punto penal     |                                       |                                                              |                                                              |
|                                       | Díaz · Hollingshead · Akindele · Zimmerman |                                | Dempsey · Ivanschitz · Barrett · Rose |                                                              |                                                              |

| 1 de noviembre de 2015, 14:00 (UTC-8) | Portland Timbers | 0:0     | Vancouver Whitecaps | Providence Park, Portland, Oregón                         |                                                           |
|                                       |                  | Reporte |                     | Asistencia: 21.144 espectadores Árbitro(s): Allen Chapman | Asistencia: 21.144 espectadores Árbitro(s): Allen Chapman |

| 8 de noviembre de 2015, 19:00 (UTC-8) | Vancouver Whitecaps | 0:2 (0:1) | Portland Timbers      | BC Place, Vancouver, Columbia Británica                   |                                                           |
|                                       |                     | Reporte   | Adi 31' · Chará 90+4' | Asistencia: 27.837 espectadores Árbitro(s): Ismail Elfath | Asistencia: 27.837 espectadores Árbitro(s): Ismail Elfath |

### Finales de conferencia
Conferencia Este
| 22 de noviembre de 2015, 17:00 (UTC-5) | Columbus Crew         | 2:0 (1:0) | New York Red Bulls | Mapfre Stadium, Columbus, Ohio                            |                                                           |
|                                        | Meram 1' · Kamara 85' | Reporte   |                    | Asistencia: 21.617 espectadores Árbitro(s): Allen Chapman | Asistencia: 21.617 espectadores Árbitro(s): Allen Chapman |

| 29 de noviembre de 2015, 19.30 (UTC-5) | New York Red Bulls | 1:0 (0:0) | Columbus Crew | Red Bull Arena, Harrison, Nueva Jersey                       |                                                              |
|                                        | Abang 90+3'        | Reporte   |               | Asistencia: 25.219 espectadores Árbitro(s): Baldomero Toledo | Asistencia: 25.219 espectadores Árbitro(s): Baldomero Toledo |

Conferencia Oeste
| 22 de noviembre de 2015, 16:30 (UTC-8) | Portland Timbers                            | 3:1 (1:0) | FC Dallas   | Providence Park, Portland, Oregón                     |                                                       |
|                                        | Ridgewell 23' · Asprilla 53' · Borchers 90' | Reporte   | Texeira 62' | Asistencia: 21.144 espectadores Árbitro(s): Ted Unkel | Asistencia: 21.144 espectadores Árbitro(s): Ted Unkel |

| 29 de noviembre de 2015, 16:00 (UTC-6) | FC Dallas                    | 2:2 (0:0) | Portland Timbers       | Toyota Stadium, Frisco, Texas                             |                                                           |
|                                        | Hollingshead 68' · Pérez 73' | Reporte   | Adi 54' · Melano 90+5' | Asistencia: 20.966 espectadores Árbitro(s): Ismail Elfath | Asistencia: 20.966 espectadores Árbitro(s): Ismail Elfath |

### MLS Cup 2015
| 6 de diciembre de 2015, 16:00 (UTC-5) | Columbus Crew | 1:2 (1:2) | Portland Timbers       | Mapfre Stadium, Columbus, Ohio                           |                                                          |
|                                       | Kamara 18'    | Reporte   | Valeri 1' · Wallace 7' | Asistencia: 21.747 espectadores Árbitro(s): Jair Marrufo | Asistencia: 21.747 espectadores Árbitro(s): Jair Marrufo |

|                                    |
| Bandera de Oregón                  |
| Campeón Portland Timbers 1º título |

## Estadísticas

### Goleadores
| Sebastian Giovinco                          | Toronto FC           | 22 | 33 |
| Kei Kamara                                  | Columbus Crew        | 22 | 32 |
| Robbie Keane                                | Los Angeles Galaxy   | 20 | 24 |
| David Villa                                 | New York City FC     | 18 | 30 |
| Bradley Wright-Phillips                     | New York Red Bulls   | 17 | 34 |
| Cyle Larin                                  | Orlando City         | 17 | 27 |
| Fanendo Adi                                 | Portland Timbers     | 16 | 33 |
| Chris Wondolowski                           | San Jose Earthquakes | 16 | 31 |
| Obafemi Martins                             | Seattle Sounders FC  | 15 | 21 |
| Última actualización: 26 de octubre de 2015 |                      |    |    |

### Asistencias
| Sebastian Giovinco                          | Toronto FC           | 16 | 33 |
| Cristian Maidana                            | Philadelphia Union   | 15 | 28 |
| Benny Feilhaber                             | Sporting Kansas City | 15 | 32 |
| Sacha Kljestan                              | New York Red Bulls   | 14 | 33 |
| Ethan Finlay                                | Columbus Crew        | 13 | 34 |
| Javier Morales                              | Real Salt Lake       | 12 | 26 |
| Última actualización: 26 de octubre de 2015 |                      |    |    |

### Hat-tricks
| Fecha     | Jugador            | Goles                   | Local              | Resultado | Visitante            | Semana    |
| --------- | ------------------ | ----------------------- | ------------------ | --------- | -------------------- | --------- |
| 4/7/2015  | Robbie Keane       | 9' (P) · 41' · 59'      | Los Angeles Galaxy | 4 – 0     | Toronto FC           | Semana 18 |
| 12/7/2015 | Sebastian Giovinco | 34' (P) · 40' · 43'     | New York City FC   | 4 – 4     | Toronto FC           | Semana 19 |
| 17/7/2015 | Robbie Keane       | 30' (P) · 64' · 80' (P) | Los Angeles Galaxy | 5 – 2     | San Jose Earthquakes | Semana 20 |
| 26/7/2015 | Cyle Larin         | 50' · 61' · 85'         | New York City FC   | 5 – 3     | Orlando City         | Semana 21 |
| 5/8/2015  | Sebastian Giovinco | 12' (P) · 56' · 88'     | Toronto FC         | 4 – 1     | Orlando City         | Semana 23 |
| 5/9/2015  | Didier Drogba      | 27' · 61' · 65'         | Montreal Impact    | 4 – 3     | Chicago Fire         | Semana 27 |
| 25/9/2015 | Cyle Larin         | 24' · 43' · 61'         | New York Red Bulls | 2 – 5     | Orlando City         | Semana 30 |

### Otros datos
- Equipo con mayor cantidad de partidos invicto: 9 partidos.
  - New England Revolution (21 de marzo - 16 de mayo).

- Equipo con mayor cantidad de partidos sin ganar: 15 partidos.
  - New York City FC (21 de marzo - 30 de mayo).

- Equipo con más partidos ganados consecutivos: 6 partidos.
  - New England Revolution (1 de agosto - 16 de septiembre).

- Equipo con más partidos perdidos consecutivos: 4 partidos.
  - New England Revolution (21 de junio - 11 de julio).
  - Seattle Sounders FC (11 de julio - 9 de agosto).
  - Chicago Fire (5 de septiembre - 26 de septiembre).

- Más goles en un partido: 10 goles. 
  - D.C. United 6 - 4 Real Salt Lake (1 de agosto).

- Mayor goleada de local:
  - Los Angeles Galaxy 5 - 0 Portland Timbers (24 de junio).
  - Toronto FC 5 - 0 Orlando City (22 de agosto).
  - Columbus Crew 5 - 0 D.C. United (25 de octubre).

- Mayor goleada de visitante:
  - Sporting Kansas City 0 - 5 San Jose Earthquakes (19 de agosto).

## Premios y reconocimientos

### Jugador de la semana
| Semana    | Futbolista              | Equipo                 |
| --------- | ----------------------- | ---------------------- |
| Semana 1  | Jozy Altidore           | Toronto FC             |
| Semana 2  | David Villa             | New York City FC       |
| Semana 3  | Bradley Wright-Phillips | New York Red Bulls     |
| Semana 4  | Kelyn Rowe              | New England Revolution |
| Semana 5  | Shaun Maloney           | Chicago Fire           |
| Semana 6  | Jaime Penedo            | Los Angeles Galaxy     |
| Semana 7  | Fabián Castillo         | FC Dallas              |
| Semana 8  | Ethan Finlay            | Columbus Crew          |
| Semana 9  | Fabián Castillo         | FC Dallas              |
| Semana 10 | Bradley Wright-Phillips | New York Red Bulls     |
| Semana 11 | Chad Barrett            | Seattle Sounders FC    |
| Semana 12 | Kei Kamara              | Columbus Crew          |
| Semana 13 | Sebastian Giovinco      | Toronto FC             |
| Semana 14 | Sebastian Giovinco      | Toronto FC             |
| Semana 15 | David Villa             | New York City FC       |
| Semana 16 | Gyasi Zardes            | Los Angeles Galaxy     |
| Semana 17 | Fanendo Adi             | Portland Timbers       |
| Semana 18 | Robbie Keane            | Los Angeles Galaxy     |
| Semana 19 | Sebastian Giovinco      | Toronto FC             |
| Semana 20 | Robbie Keane            | Los Angeles Galaxy     |
| Semana 21 | Cyle Larin              | Orlando City           |
| Semana 22 | Pa Modou Kah            | Vancouver Whitecaps    |
| Semana 23 | Kei Kamara              | Columbus Crew          |
| Semana 24 | Paulo Nagamura          | Sporting Kansas City   |
| Semana 25 | Robbie Keane            | Los Angeles Galaxy     |
| Semana 26 | Bradley Wright-Phillips | New York Red Bulls     |
| Semana 27 | Didier Drogba           | Montreal Impact        |
| Semana 28 | Kei Kamara              | Columbus Crew          |
| Semana 29 | Benny Feilhaber         | Sporting Kansas City   |
| Semana 30 | Didier Drogba           | Montreal Impact        |
| Semana 31 | Tim Melia               | Sporting Kansas City   |
| Semana 32 | Sin ganador             | Sin ganador            |
| Semana 33 | Fanendo Adi             | Portland Timbers       |
| Semana 34 | Darlington Nagbe        | Portland Timbers       |

### Gol de la semana
| Semana    | Futbolista              | Equipo                 |
| --------- | ----------------------- | ---------------------- |
| Semana 1  | Clint Dempsey           | Seattle Sounders FC    |
| Semana 2  | Innocent Emeghara       | San Jose Earthquakes   |
| Semana 3  | Octavio Rivero          | Vancouver Whitecaps    |
| Semana 4  | Jack McInerney          | Montreal Impact        |
| Semana 5  | Javier Morales          | Real Salt Lake         |
| Semana 6  | Dillon Serna            | Colorado Rapids        |
| Semana 7  | Obafemi Martins         | Seattle Sounders FC    |
| Semana 8  | Benny Feilhaber         | Sporting Kansas City   |
| Semana 9  | Obafemi Martins         | Seattle Sounders FC    |
| Semana 10 | Diego Valeri            | Portland Timbers       |
| Semana 11 | Devon Sandoval          | Real Salt Lake         |
| Semana 12 | Dom Dwyer               | Sporting Kansas City   |
| Semana 13 | Marco Pappa             | Seattle Sounders FC    |
| Semana 14 | Thomas McNamara         | New York City FC       |
| Semana 15 | Diego Fagúndez          | New England Revolution |
| Semana 16 | Matías Pérez García     | San Jose Earthquakes   |
| Semana 17 | Olmes García            | Real Salt Lake         |
| Semana 18 | Tyrone Mears            | Seattle Sounders FC    |
| Semana 19 | Marco Donadel           | Montreal Impact        |
| Semana 20 | Javier Morales          | Real Salt Lake         |
| Semana 21 | Benny Feilhaber         | Sporting Kansas City   |
| Semana 22 | Taylor Kemp             | D.C. United            |
| Semana 23 | Sebastian Giovinco      | Toronto FC             |
| Semana 24 | Obafemi Martins         | Seattle Sounders FC    |
| Semana 25 | Cristian Techera        | Vancouver Whitecaps    |
| Semana 26 | Bradley Wright-Phillips | New York Red Bulls     |
| Semana 27 | Didier Drogba           | Montreal Impact        |
| Semana 28 | Krisztián Németh        | Sporting Kansas City   |
| Semana 29 | Gonzalo Pineda          | Seattle Sounders FC    |
| Semana 30 | Didier Drogba           | Montreal Impact        |
| Semana 31 | Krisztián Németh        | Sporting Kansas City   |
| Semana 32 | Sin ganador             | Sin ganador            |
| Semana 33 | Ignacio Piatti          | Montreal Impact        |
| Semana 34 | Darlington Nagbe        | Portland Timbers       |

### JugadorEtihad Airwaysdel mes
| Mes        | Futbolista         | Equipo               |
| ---------- | ------------------ | -------------------- |
| Marzo      | Octavio Rivero     | Vancouver Whitecaps  |
| Abril      | Benny Feilhaber    | Sporting Kansas City |
| Mayo       | Krisztián Németh   | Sporting Kansas City |
| Junio      | David Ousted       | Vancouver Whitecaps  |
| Julio      | Sebastian Giovinco | Toronto FC           |
| Agosto     | Sebastian Giovinco | Toronto FC           |
| Septiembre | Didier Drogba      | Montreal Impact      |
| Octubre    | Didier Drogba      | Montreal Impact      |

### Premios anuales
| Premio                    | Ganador            | Equipo               |
| ------------------------- | ------------------ | -------------------- |
| Jugador Más Valioso       | Sebastian Giovinco | Toronto FC           |
| Bota de Oro               | Sebastian Giovinco | Toronto FC           |
| Entrenador del año        | Jesse Marsch       | New York Red Bulls   |
| Portero del año           | Luis Robles        | New York Red Bulls   |
| Defensa del año           | Laurent Ciman      | Montreal Impact      |
| Novato del año            | Cyle Larin         | Orlando City         |
| Contratación del año      | Sebastian Giovinco | Toronto FC           |
| Atajada del año           | Adam Kwarasey      | Portland Timbers     |
| Gol del año               | Krisztián Németh   | Sporting Kansas City |
| Espírirtu de superación   | Tim Melia          | Sporting Kansas City |
| Fair Play                 | Philadelphia Union | Philadelphia Union   |
| Fair Play individual      | Darlington Nagbe   | Portland Timbers     |
| Humanitario del año       | Kei Kamara         | Columbus Crew        |
| Árbitro del año           | Alan Kelly         | Alan Kelly           |
| Árbitro asistente del año | Corey Parker       | Corey Parker         |

### Equipo ideal de la temporada
El 29 de noviembre se anunció el equipo ideal de la temporada (denominada MLS Best XI), que reconoce a los 11 mejores jugadores de la Major League Soccer.
| Pos. | Futbolista         | Equipo               |
| ---- | ------------------ | -------------------- |
| POR  | Luis Robles        | New York Red Bulls   |
| DEF  | Laurent Ciman      | Montreal Impact      |
| DEF  | Matt Hedges        | FC Dallas            |
| DEF  | Kendall Waston     | Vancouver Whitecaps  |
| MED  | Ethan Finlay       | Columbus Crew        |
| MED  | Dax McCarty        | New York Red Bulls   |
| MED  | Benny Feilhaber    | Sporting Kansas City |
| MED  | Fabián Castillo    | FC Dallas            |
| DEL  | Sebastian Giovinco | Toronto FC           |
| DEL  | Kei Kamara         | Columbus Crew        |
| DEL  | Robbie Keane       | Los Angeles Galaxy   |

## Juego de las estrellas
El Juego de las Estrellas 2015 fue la 20.ª edición del Juego de las Estrellas de la MLS que se llevó a cabo el 29 de julio de 2015 entre el Equipo de las Estrellas y el Tottenham Hotspur de Inglaterra, en un partido de carácter amistoso que se realizó en el Dick's Sporting Goods Park en Commerce City, Colorado. El equipo de las Estrellas de la MLS se quedó con el triunfo por 2-1 ante el equipo inglés. Para las estrellas de la MLS anotaron: Kaká al minuto 20 y David Villa a los 23 minutos; el único gol marcado por el Tottenham fue por Harry Kane a los 37 minutos. Kaká fue nombrado como el jugador más valioso del juego de las estrellas.